# Генадий Айги
Генадий Николаевич Айги (фамилия при раждането Ли́син, по-късно сменя фамилията си с родово име Айги, на чувашки: Геннадий Айхи) (роден на 21 август 1934 г. в с. Шаймурзино, Чувашия – починал на 21 февруари 2006 г. в Москва, Русия) е чувашки и руски поет и преводач.
Един от лидерите на съветското авангардно изкуство на 60-те–70-те години на ХХ век, създател на руския поетически сюрреализъм. Има голям принос за популяризирането на чувашката поезия и чувашката култура в света.

## Биография
Роден е в село Шаймурзино в Чувашия в семейството на учител. Баща му загива във Втората световна война. От дете пише стихове на чувашки език, през 1953 г. завършва Батиревското педагогическо училище и става студент в Литературния институт „Максим Горки“, където участва в семинара на Михаил Светлов. Сприятеляването с Борис Пастернак насочило към Айги вниманието на съветските специални служби, под чийто натиск през март 1958 г. следването му в института е прекратено заради „написването на враждебна книга със стихове, подриваща основите на метода на социалистическия реализъм“ („Обыденность чуда“ – в оригинал за първи път в списание „Дружба народов“, 1993, кн. 12). Под влияние на Пастернак Айги започва да пише и на руски и взима решение да остане в Москва – и в течение на 10 години (1961–1971) завежда сектор в Държавния музей „В. В. Маяковски“. Успоредно със създаването на собствена поезия на руски език Айги се занимава активно с преводи на световна поезия на родния си чувашки, създавайки антологиите „Поетите на Франция“, „Поетите на Унгария“, „Поетите на Полша“. От началото на 60-те години на ХХ век стиховете на Айги започват да се публикуват в много страни по света на руски и в преводи на различни езици; но в Родината му първата книга на Айги със стихове на руски излиза едва през 1991 г.
В творчеството на Айги е силно влиянието на чувашкия фолклор и фолклора на други общности в Поволжието, изобщо на народната култура; той постоянно се обръща към най-древните архетипове на народното съзнание. В същото време Айги се държи сякаш не живее в своето време и продължава директно традицията на руския и на европейския (преди всичко на френския, но и на немския, в частност поезията на Паул Целан) поетически авангард, което се вижда например по ролята, която играят в поезията му визуално-графичното оформление на текста, авторската система на пунктуация, рязко отличаващия се от разговорния синтаксис, системата от повтарящи се мотиви и ключови думи, преминаващи от един текст в друг (това свойство по парадоксален начин сродява поезията на Айги вече не с футуризма, а със символизма).
Генадий Айги умира на 21 февруари 2006 г. в Москва, но е погребан в гробището на село Шаймурзино в Чувашия.

## Признание
Народен поет на Чувашия (1994).
Носител на награда „Андрей Бели“ (1987), на Пастернаковата награда (2000, първи носител), на наградата на Френската Академия (1972), на наградата „Петрарка“ (1993) и др.
На няколко пъти е предлаган за Нобеловата награда за литература.
Айги е носител на Златния венец на Стружките вечери на поезията през 1993 г.

### На български
- Генадий Айги. Стихотворения. Подбор и превод Николай Кънчев. София: Христо Ботев, 1995, 120 с. (ISBN 954-445-396-2)